# Gyponana serrulata
Gyponana serrulata är en insektsart som beskrevs av De Conconi 1972. Gyponana serrulata ingår i släktet Gyponana och familjen dvärgstritar. Inga underarter finns listade i Catalogue of Life.